# Трояново (Тверская область)
Троя́ново — деревня в Калининском районе Тверской области. Входит в состав Никулинского сельского поселения.

## География
Деревня расположена на автодороге Волоколамского шоссе «Тверь — Лотошино — Шаховская — Уваровка», на расстоянии 15 км к югу от города Тверь, административного центра района и области.

## Население
| 2010 |
| ---- |
| 488  |

## Улицы
- пер. Отрадный,
- ул. Раздольная,
- ул. Ясная.

## Инфраструктура
В деревне находится Трояновский сельский психоневрологический интернат.